# Peter Wentworth (Roundhead)
Sir Peter Wentworth (1592 – 1 de dezembro de 1675) era neto de Peter Wentworth, sendo filho do filho mais velho de Peter, Nicholas, de quem herdou o feudo de Lillingstone Lovell. Ele foi um parlamentar importante durante a Commonwealth.
Como xerife de Oxfordshire em 1634, ele foi encarregado de coletar a arrecadação de dinheiro de navios, na qual encontrou oposição popular. Ele foi membro do parlamento de Tamworth no Parlamento Longo, mas recusou-se a atuar como comissário no julgamento de Carlos I. Ele foi membro do Conselho de Estado durante a Commonwealth, mas foi denunciado por imoralidade por Oliver Cromwell em abril de 1653, e o seu discurso em resposta foi interrompido pela expulsão forçada de Cromwell do Parlamento de Rump.  Após a queda de Richard Cromwell, Wentworth voltou ao seu lugar no Parlamento Longo e, em 10 de janeiro de 1660, alojamentos foram-lhe atribuídos em Whitehall pelo Conselho de Estado.
Sir Peter, que era amigo de John Milton, morreu no dia 1 de dezembro de 1675, nunca tendo sido casado. No seu testamento ele deixou um legado para Milton, e propriedades consideráveis para o seu sobrinho-neto Fisher Dilke, que adotou o nome de Wentworth. Este nome foi usado pelos seus descendentes até ter sido abandonado no século XVIII.